# Дуга кола

Сектор круга зафарбовано зеленим. Крива на колі, яка його обмежує, називається дугою кола. Її довжина дорівнює L.

Дуга́ — це одна з двох підмножин кола, на які його розбивають дві точки кола. Кожна з цих частин називається дугою. Якщо ці точки є діаметром кола (тобто утворений ними центральний кут розгорнутий), то вони визначають дві рівні дуги, які називаються півколами. Якщо центральний кут не розгорнутий, то одна з двох дуг менше півкола, а інша дуга більше півкола. Їх називають додатковими. Дуги можна вимірювати в кутових одиницях. Слід зауважити, що рівні по кутах дуги будуть рівні по довжині, лише при умові рівності радіусів кіл.

## Властивості
- Довжина дуги {\displaystyle L\,} радіуса {\displaystyle r\,} обчислюється за формулою
  - {\displaystyle L=r\theta \,}; де {\displaystyle \theta \,} — центральний кут в радіанах;
  - {\displaystyle L=\pi r{\frac {\alpha }{180^{\circ }}}}; де {\displaystyle \alpha \,} — центральний кут в градусах;
- Довжина хорди {\displaystyle m}, що відповідає дузі радіуса {\displaystyle r} з центральним кутом {\displaystyle \alpha }
{\displaystyle m=2r\sin {\frac {\alpha }{2}}}

## Дуга кривої
Дуга, в геометрії кривих — це замкнутий сегмент диференційовної кривої в двовимірному многовиді. Якщо дуга є частиною великого кола, то вона називається великою дугою.
- Довжина дуги лінії в евклідовому просторі, параметрично заданої безперервними диференційовними функціями {\displaystyle x(t)}, {\displaystyle y(t)} та {\displaystyle z(t)} на відрізку {\displaystyle [a,b]} знаходиться за формулою:

{\displaystyle L=\int _{a}^{b}{\sqrt {[x^{\prime }(t)]^{2}+[y^{\prime }(t)]^{2}+[z^{\prime }(t)]^{2}}}\ dt}